# 尼斯滕陨击坑

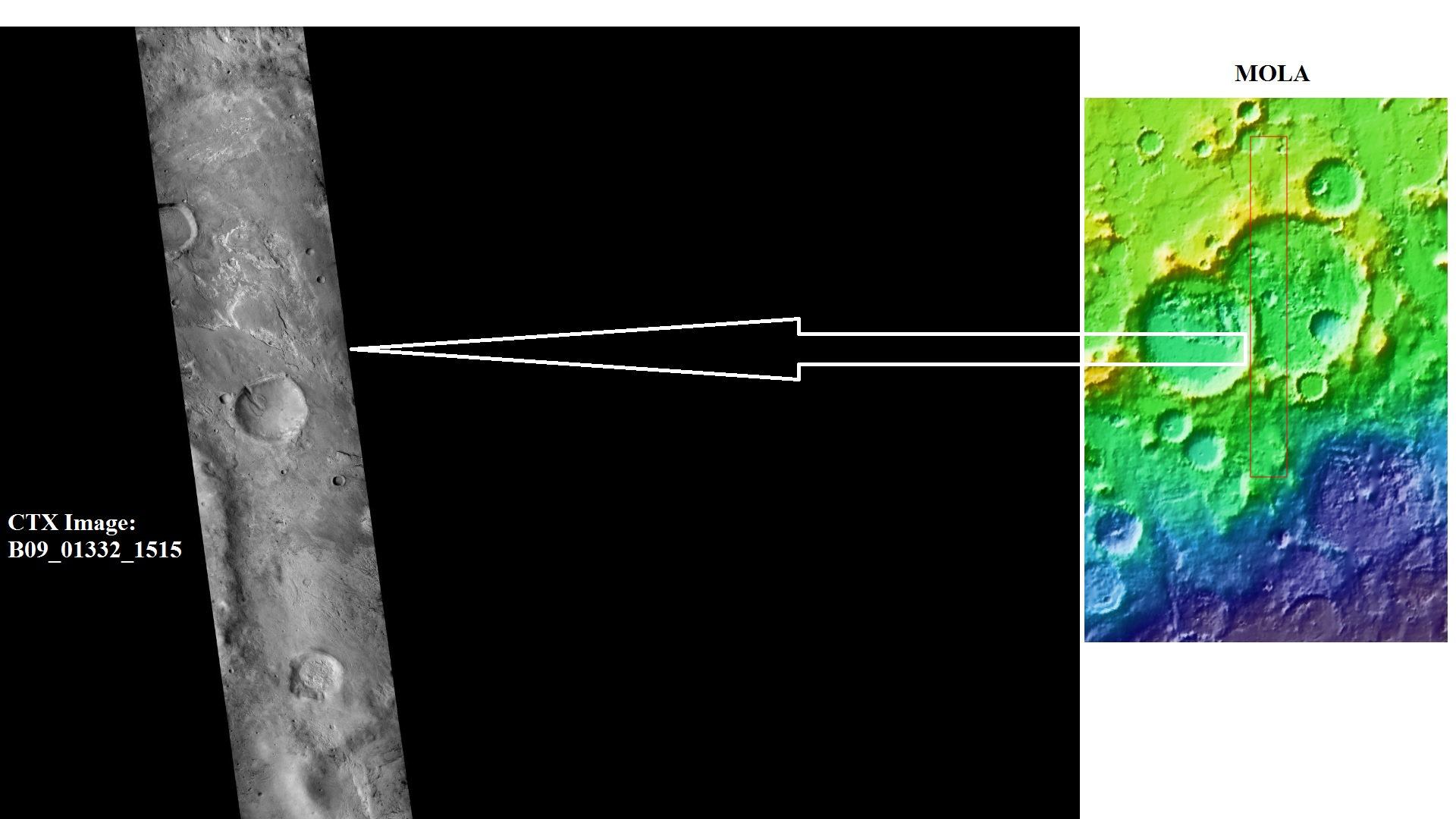
火星勘测轨道飞行器背景相机拍摄的尼斯滕陨击坑和激光高度计地图，颜色显示了高程，背景相机图像为激光高度计地图中的矩形区。

尼斯滕陨击坑（Niesten）是火星雅庇吉亚区的一座撞击坑，其中心坐标位于南纬28.3度、西经302.3度处，直径115公里。该特征取名自比利时天文学家路易斯·尼斯滕（1844年-1920年），1973年被国际天文联合会行星系统命名工作组批准接受。

## 另请查看
- 火星气候
- 火星地质
- 撞击坑
- 撞击事件
- 火星撞击坑
- 火星矿石资源
- 行星体系命名法